# Kpaglikouta
Kpaglikouta est un village situé dans la région Maritime du Togo, plus précisément dans la préfecture des Lacs. Ses coordonnées géographiques sont 6° 10′ 55″ N, 1° 24′ 47″ E et il est situé à une altitude d'environ 67 mètres.

## Géographie
Kpaglikouta est entouré de plusieurs localités voisines, notamment :
- Gbodjomé, à environ 1,2 km au nord ;
- Amoukondji, à environ 1,3 km à l'est ;
- Kouasi Agbavi, à environ 1,7 km à l'ouest[2].

## Climat
Le climat de Kpaglikouta est de type tropical, caractérisé par des températures élevées et une humidité importante. Par exemple, une journée typique peut afficher une température de 29 °C, ressentie comme 36 °C en raison d'un point de rosée de 26 °C.